# بكالوريوس العلوم الاجتماعية

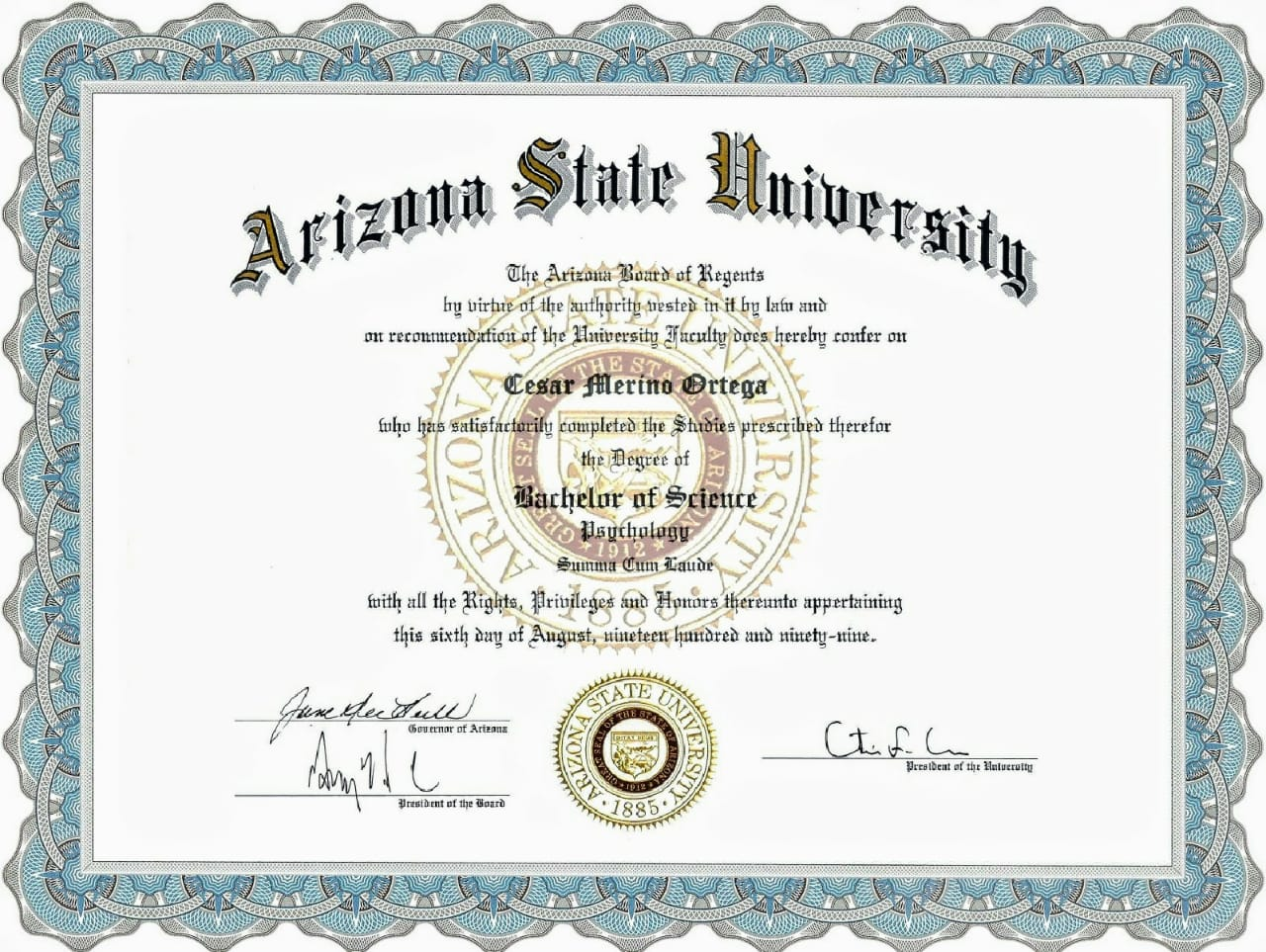
بكالوريوس العلوم علم النفس

الدرجة الجامعية الأكاديمية بكالوريوس العلوم الاجتماعية (B.Soc.Sc. أو B.Soc.Sci.) تتطلب من ثلاث إلى أربع سنوات من الدراسة في معهد تعليم عالٍ، من المعاهد التي توجد بشكل أساسي في دول الكومنولث.
ويمكن تمييزها عن غيرها من الدرجات الجامعية العادية الأخرى من حيث إن بكالوريوس العلوم الاجتماعية يركز فقط على النظرية والإحصاءات الاجتماعية والبحث الاجتماعي الكمي والنوعي، وفلسفة العلوم الاجتماعية والأسلوب العلمي.

## الدراسات
تتضمن التخصصات ومجالات الدراسة الخاصة ببكالوريوس العلوم الاجتماعية علم الإنسان وعلم الجريمة وعلم الاقتصاد والتخطيط البيئي والجغرافيا وتنمية المجتمع وعلم البيئة البشرية والخدمات الإنسانية والتنمية الدولية والعلاقات الصناعية والعلوم السياسية وعلم النفس وعلم السكان والصحة العامة والسياسة العامة والاستدامة والإحصاءات وعلم الاجتماع.
ويمكن أيضًا الجمع بين بكالوريوس العلوم الاجتماعية باعتبارها درجة مزدوجة وليسانس الآداب وليسانس الحقوق وبكالوريوس التربية وبكالوريوس العمل الاجتماعي أوبكالوريوس الاقتصاد. ويمكن تعزيز الدراسات والأبحاث من خلال درجة مرتبة الشرف وغيرها من الدراسات العليا الأخرى.

## وصلات خارجية
- University of Queensland Bachelor of Social Science
- University of New South Wales Bachelor of Social Science
- University of Western Sydney Bachelor of Social Science
- University of Newcastle Bachelor of Social Science
- University of Adelaide Bachelor of Social Science
- Macquarie University Bachelor of Social Science
- James Cook University Bachelor of Social Science
- Chinese University of Hong Kong Bachelor of Social Science
- University of Tasmania Bachelor of Social Science
- University of Waikato Bachelor of Social Science
- University of Ottawa Bachelor of Social Science